# Czarna Kompania
Czarna Kompania – cykl powieściowy Glena Cooka z gatunku dark fantasy opowiadający o losach kompanii najemników.

## CyklCzarna Kompania
Cykl obejmuje następujące książki, podzielone na kilka podcykli:

### Księgi Północy
- Czarna Kompania (The Black Company, 1984) - narrator: Konował
- Cień w ukryciu (Shadows Linger, 1984) - Konował.
- Biała Róża (The White Rose, 1985) - Konował

### Księgi Południa
- Gry cienia (Shadow Games, 1989) - Konował
- Sny o stali (Dreams of Steel, 1990) - Pani

### Lśniący Kamień
- Ponure lata (Bleak Seasons, 1996) - Murgen
- A imię jej ciemność (She Is the Darkness, 1997) - Murgen
- Woda śpi (Water Sleeps, 1999) - Śpioszka (Ospała)
- Żołnierze żyją (Soldiers Live, 2000) - Konował

### Poza głównym cyklem
- Srebrny grot (The Silver Spike, 1989) - Filodendron Pudełko (Skrzynka); książka nie należąca do żadnego z podcykli, opisuje losy osób które odłączyły się od kompanii
- Tides Elba (2011) - Konował; opowiadanie zawarte w antologii Miecze i Mroczna Magia
- Port Cieni (Port of Shadows, 2018) - Konował; powieść, która zawiera w sobie trzy wcześniej wydane opowiadania, w tym Tides Elba
- Opowiadania z cyklu On The Long Run, których akcja dzieje się między wydarzeniami powieści Cień w ukryciu i Biała Róża

### Wydania zbiorcze
- Kroniki Czarnej Kompanii (Chronicles of the Black Company, 2007)
- Księgi Południa (The Books of the South, 2008)
- Powrót Czarnej Kompanii (The Return of the Black Company, 2009)
- Zagłada Czarnej Kompanii (The Many Deaths of the Black Company, 2010)

## Zarys fabuły
Tytułowym (zbiorowym) bohaterem jest Czarna Kompania, oddział najemników funkcjonujący w świecie ogarniętym wojnami pomiędzy czarownikami. Punktem wyjścia pierwszego tomu cyklu jest wydostanie się na wolność Pani, żony Dominatora, pochowanej razem z nim przed wiekami w Krainie Kurhanów. Pani towarzyszy grupa czarowników zwanych Schwytanymi. Jeden z nich, Duszołap wynajmuje Czarną Kompanię w mieście Beryl, w czasie gdy pełni ona służbę u miejscowego władcy.
W toku fabuły bohaterowie zmieniają stronę konfliktu, gdyż w wyniku zbiegu okoliczności, dołącza się do nich sierota, Pupilka, która okazuje się być największym przeciwnikiem Pani. Poza uczestnictwem w bieżących działaniach wojennych Kompania ma jeszcze jeden cel - dotrzeć do miejsca, z którego pochodzi, do Khatovaru, aby odkryć swoje własne początki.

## Członkowie Czarnej Kompanii oraz inni bohaterowie

### Podczas akcji na północy
- Kapitan: Przywódca Czarnej Kompanii.
- Porucznik: Prawa ręka Kapitana.
- Konował: Medyk i kronikarz Kompanii. Jest narratorem powieści.
- Milczek: Średnio utalentowany czarodziej, od momentu wstąpienia do Kompanii nie wypowiedział ani słowa (prawdopodobnie złożył sobie taką przysięgę). Zaufany przyjaciel Konowała.
- Goblin: Średnio utalentowany czarodziej, przezwisko zawdzięcza posturze i swoim charakterystycznym grymasom twarzy.
- Tam-Tam: Średnio utalentowany czarodziej, nazywany od swojego ulubionego instrumentu. Brat Jednookiego.
- Jednooki: Średnio utalentowany czarodziej, nazywany tak z racji posiadania tylko jednego zdrowego oka. Brat Tam-Tama.
- Elmo: Sierżant i najbliższy przyjaciel Konowała.
- Murgen: żołnierz, który dołącza pod koniec przygód na północy.
- Łaska: Plutonowy.
- Otto: Doświadczony żołnierz, logistyk Kompanii.
- Hagop (Wypieracz): Doświadczony żołnierz, przyjaciel Ottona.
- Zapałka: Doświadczony żołnierz[1].
- Kruk: Utalentowany żołnierz. Bliski przyjaciel Kapitana.
- Cukierek: Doświadczony żołnierz[1].
- Przyjemniaczek: Doświadczony żołnierz[1].
- Obdartus: Doświadczony żołnierz[1].
- Maron: Były karczmarz z Jałowca.

### Podczas akcji na południu
- Konował: Kapitan.
- Pani: Porucznik; Prawa ręka Kapitana.
- Murgen: Chorąży, kronikarz - adept.
- Wielki Ceber (Wielki Kubeł): Przeciętny żołnierz.
- Klettus, Loftus, Longinus: Bracia, inżynierowie oraz budowniczy machin wojennych.
- Mogaba: Żołnierz, przywódca wojowników Nar.
- Sindawe: Żołnierz, jeden z wojowników Nar.
- Isi - Żołnierz, jeden z wojowników Nar.
- Ochiba: Żołnierz, jeden z wojowników Nar.
- Śpioszka (Ospała): Doświadczony żołnierz, posłaniec.
- Charkot (Astmatyk): Członek rodowitego ludu Jednookiego, cierpiał na niesprecyzowaną chorobę układu oddechowego.
- Błysk: Przeciętny żołnierz.
- Rudy: Przeciętny żołnierz.
- Świece (Świeca): Przeciętny żołnierz.
- Maniak: Prawdopodobnie jeden z ludu Nar.
- Dziwak: Prawdopodobnie jeden z ludu Nar.

### Po wydarzeniach na Równinie Lśniącego Kamienia
- Śpioszka (Ospała): Kapitan.
- Sjuwrin: Porucznik, później Kapitan.
- Konował: Kronikarz.
- Tobo: Utalentowany czarodziej. Syn Murgena i Ki Sahry.
- Arkana: Vorszk; pomniejszy czarodziej.
- Szukrat: Vorszk; Pomniejszy czarodziej.

### Bohaterowie współpracujący z Czarną Kompanią
- Kordek Mafer (Cordy Mather)
- Brzeszczot (Klinga)
- Wierzba Łabędź
- Kopeć

### Niueng Bao
Rasa pochodząca od innej Wolnej Kompanii, połączyła swe losy z Czarną Kompanią podczas oblężenia w Dejagore.
- Wujek Dodż: Kapłan Niueng Bao, prawdopodobnie pomniejszy czarodziej.
- Ki Gota (Matka Gota): Matka Thai Deia i Ki Sahry.
- Ki Thai Dei: "Brat we krwi" Murgena; spełniał również rolę jego przybocznego.
- Ki Sahra: Żona Murgena, matka Tobo.
- Ki Dam: Mówca Niueng Bao.
- Ki Hong Tray: Matka Ki Goty oraz żona mówcy.

### Dziesięciu Których Schwytano, Nowi Schwytani
Wiele pokoleń wcześniej, tych "Dziesięciu" potężnych czarnoksiężników zostało magicznie związanych z wolą Dominatora:
- Duszołap (Soulcatcher), kobieta - siostra Pani. Była zaciekłym wrogiem Kulawca. Próbowała obalić Panią.
- Zmiennokształtny (Zmienny) (Shapeshifter (Shifter)), mężczyzna - pierwszy Schwytany z Dziesięciu. Jak sugeruje imię, mógł przybierać wygląd innych ludzi (i zwierząt), by doprowadzić do ich zguby. Jest najbliższym sprzymierzeńcem Duszołap wśród schwytanych i nienawidzi Kulawca nawet bardziej niż ona. Lubił przenikać za linię wroga i osłabiać go od wewnątrz.
- Kulawiec (The Limper), mężczyzna - niezwykle zaciekły wróg Kompanii oraz Duszołapa i Zmiennokształtnego. Jego imię pochodziło od charakterystycznego chodu z powodu okulawienia.
- Wyjec (The Howler), mężczyzna - jego imię pochodziło od niekontrolowanych, niezwykle przenikliwych pisków. Przypominał małego, owiniętego w szaty człowieczka. Wytwórca "dywanów" i najlepszy lotnik ze Schwytanych.
- Władczyni Burz (Stormbringer), kobieta - jej imię pochodzi od mocy kontrolowania pogody. Była niezwykle mała, przypominała dziecko. Wróg Zmiennego. Na Południu wchodzi w skład Władców Cienia.
- Gnatołam (Bonegnasher), mężczyzna; był wysoki na osiem stóp, niezwykle silny. Wróg Władczyni Burz.
- Wisielec (The Hanged Man), mężczyzna.
- Księżycogryz / Gryz (Księżycopies) (Moonbiter (Moondog)), nieznanej płci.
- Nocny Pełzacz / Glizda (Nightcrawler), nieznanej płci.
- Bezimienny / Bezgębny (The Faceless Man), mężczyzna.

Później Pani zastąpiła tych ze Schwytanych, którzy zostali zgładzeni na następujących:
- Szept (Whisper), kobieta - jedna z Kręgu Osiemnastu. Niezwykle brzydka o niezwykle pięknym jednak głosie. Została Schwytana przez Panią po akcji w Puszczy Chmur dzięki działaniom Kruka i Konowała.
- Podróż (Journey), mężczyzna - jeden z Kręgu Osiemnastu, potem Schwytany wraz ze swoją żoną Pióro.
- Piórko (Feather), kobieta - jedna z Kręgu Osiemnastu, żona Podróży.

Następni Schwytani zwerbowani kiedy Czarna Kompania służyła Białej Róży:
- Prebenda (Prebend), mężczyzna.
- Bańka (Bubble), nieznanej płci.
- Pnącze (Creeper/Climber), nieznanej płci.
- Uczony (Scholar), nieznanej płci.
- Pogarda (Scorn), nieznanej płci.

## Przyszłość cyklu
Autor cyklu w wywiadzie dla strony Strange Horizons, stwierdził, że planuje wydanie kolejnych tomów cyklu, o tytułach A Pitiless Rain i Port of Shadows. Drugi z nich został wydany w 2018 roku.